# Gabriele Mario Piozzi
Gabriele Mario Piozzi   (Quinzano d'Oglio, 8 de juny de 1740 - Tremeirchion, 26 de març de 1809) va ser un músic, compositor i tenor italià naturalitzat britànic, famós per haver-se casat amb l'escriptora Hester Thrale.
El 1764 va compondre una cantat per la festa acadèmica de Brescia, i posteriorment es traslladà a Milà, invitat pel marquès d'Araciel, el qual es preocupà de que rebés una seriosa i completa educació musical, en les especialitats de cant i clavicèmbal.

## Carrera
Estudiant de la República de Venècia, va marxar a Anglaterra cap al 1776. Músic distingit, va compondre nombroses peces de música de cambra, algunes d'elles impreses. Va tenir èxit com a cantant d'òpera (tenor) i professor de música vocal i instrumental (instruments de teclat). Amic de Charles Burney, en una recepció celebrada a casa d'aquest últim va conèixer la culta Hester Lynch Thrale, esposa d'Henry Thrale, un ric cerveser; Gabriele Piozzi va ser contractat pel Thrale com a professor de cant per a la seva filla Hester Maria, coneguda com "Queeney". Després de la mort d'Henry Thrale (4 d'abril de 1781) Gabriele Piozzi i Hester Lynch Thrale es van enamorar i el 1784 van decidir casar-se. Gairebé tots els coneguts d'Hester Lynch Thrale es van oposar a la decisió: Samuel Johnson, per exemple, li va escriure en una carta que aquell matrimoni era vergonyós. Tanmateix, el matrimoni va tenir lloc amb ritu catòlic el 23 de juliol de 1784; dos dies després va seguir la cerimònia anàloga amb el ritu anglicà.
Després del casament, la parella va marxar a Itàlia on es van quedar un parell d'anys. Després va tornar a Gran Bretanya. Gabriele Piozzi va patir gota en els últims anys de la seva vida i probablement va morir de càncer, atès per la seva dona, a Brynbella, al nord de Gal·les. Després del matrimoni, la seva dona va iniciar una intensa activitat literària publicant les seves obres com Hester Lynch Piozzi; a les cartes i al diari de Hester Lynch, però, no s'han trobat mai signes de penediment pel matrimoni amb Gabriele Piozzi.
Va compondre
- Sis Quartets per claveci amb acompanyament de dos violons i baix: op. 1, París: Venier, 1779
- Sis sonates per a clavicèmbal o piano amb acompanyament per a violí: op.2.d, composta per Sig. M. Piozzi, humilment dedicada a la molt honorable Lady Caroline Waldegrave, Londres: imprès i venut per John Welcher, 1780
- Manuscrits a la Biblioteca del Conservatori Estatal de Música Benedetto Marcello de Venècia, Fondo Correr - Sobre 12.9
- Segon Set de Sis Sonates per a Piano Forte o Clavicèmbal amb acompanyament per a Violí humilment dedicat a l'honorable: LadyChampneys i compost per Sigr: Piozzi Opera III. Londres: imprès i venut per John Welcker (venedor de música a les seves majestats i tota la família reial) núm. 10. On pot ser tingut per l'autor anterior.
- Sis quartets per a piano fort amb comptes. Opció: 1 ma. Pr: 10 = 6 Sis Lliçons per a Piano Forte & c. amb Violin Accompt. Opció: 2.